# Royal Dutch Shell
Royal Dutch Shell plc, cunoscută în mod obișnuit sub numele de Shell, este o companie multinațională anglo-olandeză de petrol și gaze cu sediul în Haga, Țările de Jos și constituită în Regatul Unit ca societate pe acțiuni. Este una dintre companiile „Big Oil” din petrol și gaze și cea de-a cincea cea mai mare companie din lume măsurată până în 2020 veniturile (și cea mai mare cu sediul în Europa).  În Forbes Global 2000 din 2020, Royal Dutch Shell a fost clasată pe locul 21 ca fiind cea mai mare companie publică din lume. Shell a fost prima pe lista Fortune Global 500 din 2013 a celor mai mari companii din lume; în acel an veniturile sale erau echivalente cu 84% din PIB-ul național olandez de 556 miliarde de dolari.
Shell este integrat vertical și este activ în toate domeniile industriei petrolului și gazelor, inclusiv prospectarea și producția, rafinarea, transportul, distribuția și comercializarea, petrochimia, generarea de energie și comercializarea. De asemenea, are activități de energie regenerabilă, inclusiv biocombustibili, eolieni, și hidrogen. Shell operează în peste 70 de țări, produce aproximativ 3,7 milioane de barili de echivalent petrol pe zi și are 44.000 de stații de service în întreaga lume. La 31 decembrie 2019, Shell avea rezerve totale dovedite de 11,1 miliard barili (1,76×109 m3) echivalent petrol. Shell Oil Company, filiala sa principală din Statele Unite, este una dintre cele mai mari afaceri ale sale. Shell deține 50% din Raízen, o asociere în participație cu Cosan, care este a treia cea mai mare companie energetică din Brazilia ca venituri și un mare producător de etanol.
Shell s-a format în 1907 prin fuziunea Royal Dutch Petroleum Company din Olanda și „Shell” Transport and Trading Company din Regatul Unit. Shell a intrat pentru prima dată în industria chimică în 1929. Shell a fost una dintre „Șapte Surori” care a dominat industria petrolieră globală de la mijlocul anilor 1940 până la mijlocul anilor 1970. În 1964, Shell a fost partener în primul transport maritim comercial de gaze naturale lichefiate (GNL) din lume.  În 1970 Shell a achiziționat compania minieră Billiton, pe care ulterior a vândut-o în 1994 și face acum parte din BHP. În ultimele decenii, prospectarea și producția de gaze au devenit o parte din ce în ce mai importantă a activității Shell. Shell a achiziționat BG Group în 2016, devenind cel mai mare producător mondial de GNL.
Număr de angajați în anul 2008: 104.000 în 110 țări și teritorii din întreaga lume
Cifra de afaceri în 2008: 458,3 miliarde USD
Venit net în 2008: 26 miliarde dolari

## Shell în România
Shell a fost prezent în România din 1992 când a investit masiv în dezvoltarea unei mari rețele de benzinării.
În paralel, s-a lansat în operațiuni de prospectare și producție în bazinul Transilvaniei, însă a înregistrat un eșec.
A treia direcție în care și-a canalizat investițiile a fost piața de gaz petrolier lichefiat (GPL).
De pe piața benzinăriilor, Shell a decis să se retragă din cauza pierderilor pe care le înregistra an de an, iar vânzarea afacerii s-a facut în două etape - 2003 și 2004 - către grupul ungar MOL.
Până în august 2007, a rămas pe piața de GPL, cu compania Shell Gas Romania, achiziționată de Petrom și renumită ulterior în Petrom LPG.